# フリック・オブ・ザ・リスト
「フリック・オブ・ザ・リスト」（Flick of the Wrist）は、イギリスのロックバンド、クイーンが1974年に発表した楽曲で、「キラー・クイーン」との両A面シングルとしてリリースされた。フレディ・マーキュリーが作詞・作曲を手掛けた。

## 概要
フレディは、この歌に登場する不快なキャラクターが特定の誰かを指しているかどうかを説明したことはないが、トライデント・スタジオのシェフィールド兄弟を指しているとされている。コーラスにはバッキング・パートとリード・ボーカル・パートの間にコールアンドレスポンススタイルのセクションがある。また、ギターのブライアン・メイは肝炎から回復して復帰した際に、この歌を聞かずにギターとコーラスを録音した。

## アルバムバージョンとシングルバージョン
この歌は、アルバム『シアー・ハート・アタック』において途切れなく続く「テニメント・ファンスター」、「フリック・オブ・ザ・リスト」、「谷間のゆり」の3曲の真ん中の歌で、それぞれの歌は別々に録音され、後に途切れなく続くようミックスをされた。このためアルバムをCDで再発する際にレコード会社はポイントを選択して各トラックを分離する必要があった。このため、この曲は「テニメント・ファンスター」から続くクレシェンドで始まり、曲の最後の歌詞「... baby, you've been had」は、次の「谷間のゆり」の冒頭で歌われている。
オリジナルのそれぞれ独立した3曲のマスター録音は、単一のリリースのために使用された、それらは日本でのCDシングル再発盤の「懐かしのラヴァー・ボーイ」(B面は「テニメント・ファンスター」)、オランダでリリースされた「フリック・オブ・ザ・リスト」のシングル、および1975年にアメリカのみでリリースされた「炎のロックンロール」(B面は「谷間のゆり」)に使用された。 
2011年に発売された『シアー・ハート・アタック (リミテッド・エディション)』に、ボーナス・トラックとして、1974年10月にBBCセッションで録音された音源が追加収録されている。

## パーソネル
- フレディ・マーキュリー - リード・ボーカル、バッキング・ボーカル、ピアノ
- ブライアン・メイ - エレクトリック・ギター（リードギター・リズムギター）、バッキング・ボーカル
- ロジャー・テイラー - ドラムス、パーカッション、バッキング・ボーカル
- ジョン・ディーコン - ベース